# 고티 (2018년 영화)
《고티》(Gotti)는 미국에서 제작된 케빈 코넬리 감독의 2018년 범죄, 드라마 영화이다. 존 트라볼타 등이 주연으로 출연하였다.

## 출연

### 주연
- 존 트라볼타
- 켈리 프레스톤
- 스테이시 키치

### 조연
- 프루이트 테일러 빈스
- 메간 레너드
- 리디아 훌
- 윌리암 드메오
- 에슐리 쿠사토
- 타일러 존 올슨
- 루이스 다 실바 주니어
- 레오 로시
- 스펜서 로프랑코
- 엘라 브류 트라볼타
- 마이클 우즈
- 패트릭 보리엘로
- 크리스 커슨

## 기타
- 미술: 패트리시오 M. 파렐